# Aredius d'Attane
Pour les articles homonymes, voir Saint-Yrieix.
Aredius d'Attane, encore appelé saint Yrieix du Limousin et saint Héray  en Poitou, né entre 510 et 516 à Limoges, et mort le 24 août 591 à Attane, l'actuelle ville de Saint-Yrieix-la-Perche, est un religieux gallo-romain du VIe siècle, qui a grandement contribué à l'évangélisation du Limousin. Il est fêté le 25 août.

## Hagiographie
Fils du gallo-romain Jocundus et de Pélagie, peut-être franque, Aredius reçoit une éducation chrétienne. Ayant été envoyé à la cour d'Austrasie, il obtient l'estime et l'affection de Théodebert Ier, roi de Reims de 534 à 548.
Saint Nizier, évêque de Trèves, qui a remarqué sur sa figure quelque chose de divin, lui fait quitter cette vie laïque, et l'admet dans les rangs de ses clercs. Ce fut dans ces temps que Dieu aurait montré la sainteté d'Arède par un signe miraculeux rapporté par saint Grégoire de Tours. Un jour, pendant que les clercs chantaient les psaumes à l'église, on vit descendre une colombe éclatante de blancheur, qui, après avoir voltigé autour d'Aredius, se posa sur sa tête, comme pour indiquer qu'il était déjà tout rempli du Saint-Esprit. Comme il se trouvait déjà dans l'embarras et qu'il voulait l'éloigner, elle voltigea encore un peu, et de nouveau se posa sur sa tête et sur son scapulaire ; elle l'accompagna même, comme en se jouant autour de lui, jusqu'à la maison de l'évêque.
Son père et son frère étant morts, Aredius revient à Limoges pour consoler sa mère. Mais il ne change rien au plan de vie qu'il s'était tracé. Quelque temps après il fonde le monastère d'Attane sur les terres qu'il possédait, dans le lieu d′Attanum, en Limousin, et en devient le premier abbé. Les moines qu'il a d'abord sous sa conduite sont de sa propre famille. La règle qu'il leur donna était inspirée des Institutions cénobitiques de saint Jean Cassien, de celles de saint Basile de Césarée et des maximes des anciens Pères. Pélagie, sa mère, fournissait le nécessaire à l'entretien de la communauté.
Cette abbaye d'Attane est à l’origine de la ville murée de Saint-Yrieix.
Il se rend au tombeau de saint Julien de Brioude et en rapporte des reliques, et il allait très souvent prier auprès du tombeau de saint Martin à Tours. Il fit d’ailleurs construire des églises en l’honneur de plusieurs saints, dont il était allé chercher les reliques.
Sa mère Pélagie est morte en 573, un an après avoir confirmé le testament d'Aredius : lui-même meurt le 24 août 591.
Plusieurs églises et plusieurs communes du sud-ouest de la France sont nommées d'après lui, comme La Mothe Saint-Héray en Poitou, Saint-Yrieix-la-Montagne dans la Marche limousine, Saint-Izaire en Rouergue.

## Miracles
Grégoire de Tours, son contemporain, dit qu'il ne pourrait compter tous les malades qu' Aredius a guéris par le signe de la Croix. 
Une fois il fit jaillir une source abondante, d'une terre aride, en y plantant une baguette de bois qu'il tenait à la main. Une autre fois, comme il bâtissait un oratoire en l'honneur de saint Julien de Brioude, martyr, il fit cesser par ses prières une pluie torrentielle qui troublait les travaux. Après avoir institué par testament saint Hilaire de Poitiers et saint Martin de Tours ses héritiers, il est mort, à près de 80 ans, d'une dysenterie, le 25 août 591. 
Saint Martin de Tours étant mort en 397 il est plus que probable que l'héritier en question soit Grégoire de Tours, contemporain d'Aredius et mort après lui en 594.
Saint Ferréol, évêque de Limoges, assista à ses obsèques. Deux femmes possédées du démon y furent guéries. Le corps de saint Aredius fut levé du tombeau par Sébrand Chabot, également évêque du diocèse, le dimanche après les Rogations, le 17 mai 1181.